# Saison 2 de Nancy Drew
Chronologie
Saison 1 Saison 3
Cet article présente le guide des épisodes de la deuxième saison de la série télévisée américaine Nancy Drew.

## Généralités

### Diffusion
- Aux États-Unis, la saison a été diffusée entre le 20 janvier 2021 et le 2 juin 2021 sur le réseau The CW.
- Au Canada, elle a été diffusée en simultané sur W Network.
- En France, a été diffusée entree le 27 août 2021 et le 15 octobre 2021 sur le service Salto[1].
- Au Québec, elle a été mise en ligne intégralement le 23 septembre 2021 sur le service Club Illico[2].
- Elle reste inédite dans les autres pays francophones.

### Audiences
- La saison a réuni une moyenne de 466 000 téléspectateurs[3].
- La meilleure audience de la saison a été réalisée par le onzième épisode, Le Fléau de la rune oubliée, avec 628 000 téléspectateurs[3].
- La pire audience de la saison a été réalisée par le dixième épisode, Le Sortilège de la mariée en feu, avec seulement 376 000 téléspectateurs[3].

## Distribution

### Acteurs principaux
- Kennedy McMann (VF : Anne Tilloy) : Nancy Drew
- Leah Lewis (VF : Alice Taurand) : Georgia « George » Fan
- Maddison Jaizani (VF : Leslie Lipkins) : Elizabeth « Bess » Marvin
- Tunji Kasim (VF : Brice Ournac) : Ned « Nick » Nickerson
- Alex Saxon (VF : Rémi Caillebot) : Ace
- Riley Smith (VF : Damien Ferrette) : Ryan Hudson
- Scott Wolf (VF : Cédric Dumond) : Carson Drew

### Acteurs récurrents
- Katie Findlay (VF : Jessica Monceau) : Lisbeth
- Ariah Lee (VF : Estelle Darazi) : Ted Fan
- Teryl Rothery (VF : Monique Nevers) : Celia Hudson
- Andrew Airlie (VF : Guillaume Orsat) : Everett Hudson
- Judith Maxie (VF : Maïté Monceau) : Diana Marvin
- Anthony Natale : Thom
- Carmen Moore (VF : Christèle Billault) : Hannah Gruen
- Ryan-James Hatanaka : détective Abe Tamura
- Geraldine Chiu (VF : Anaïs Delva) : Jesse Fan
- Aadila Dosani (VF : Anne-Laure Gruet) : Amanda Bobbsey
- Praneet Akilla : Gil Bobbsey
- Anja Savcic : Odette Lamar
- Rukiya Bernard (en) : Valentina Samuels
- Shannon Kook-Chun : Grant

## Épisodes

### Épisode 1:Le Fantôme de Gorham Woods
- États-Unis /  Canada : 20 janvier 2021 sur The CW / W Network
- France : 27 août 2021 sur Salto
- Québec : 23 septembre 2021 sur Club Illico

- États-Unis : 495 000 téléspectateurs[3]

### Épisode 2:La Réunion des âmes perdues
- États-Unis /  Canada : 27 janvier 2021 sur The CW / W Network
- France : 27 août 2021 sur Salto
- Québec : 23 septembre 2021 sur Club Illico

- États-Unis : 401 000 téléspectateurs[3]

### Épisode 3:Le Secret du scribe solitaire
- États-Unis /  Canada : 3 février 2021 sur The CW / W Network
- France : 27 août 2021 sur Salto
- Québec : 23 septembre 2021 sur Club Illico

- États-Unis : 460 000 téléspectateurs[3]

### Épisode 4:Le Destin du trésor enfoui
- États-Unis /  Canada : 10 février 2021 sur The CW / W Network
- France : 27 août 2021 sur Salto
- Québec : 23 septembre 2021 sur Club Illico

- États-Unis : 457 000 téléspectateurs[3]

### Épisode 5:La Femme noyée
- États-Unis /  Canada : 17 février 2021 sur The CW / W Network
- France : 3 septembre 2021 sur Salto
- Québec : 23 septembre 2021 sur Club Illico

- États-Unis : 426 000 téléspectateurs[3]

### Épisode 6:Le Mystère de la figurine cassée
- États-Unis /  Canada : 24 février 2021 sur The CW / W Network
- France : 3 septembre 2021 sur Salto
- Québec : 23 septembre 2021 sur Club Illico

- États-Unis : 527 000 téléspectateurs[3]

### Épisode 7:La Légende de l'hôtel hanté
- États-Unis /  Canada : 10 mars 2021 sur The CW / W Network
- France : 10 septembre 2021 sur Salto
- Québec : 23 septembre 2021 sur Club Illico

- États-Unis : 522 000 téléspectateurs[3]

### Épisode 8:La Quête du saphir araignée
- États-Unis /  Canada : 17 mars 2021 sur The CW / W Network
- France : 10 septembre 2021 sur Salto
- Québec : 23 septembre 2021 sur Club Illico

- États-Unis : 410 000 téléspectateurs[3]

### Épisode 9:La Négociation du linceul
- États-Unis /  Canada : 24 mars 2021 sur The CW / W Network
- France : 17 septembre 2021 sur Salto
- Québec : 23 septembre 2021 sur Club Illico

- États-Unis : 418 000 téléspectateurs[3]

### Épisode 10:Le Sortilège de la mariée en feu
- États-Unis /  Canada : 31 mars 2021 sur The CW / W Network
- France : 17 septembre 2021 sur Salto
- Québec : 23 septembre 2021 sur Club Illico

- États-Unis : 376 000 téléspectateurs[3]

### Épisode 11:Le Fléau de la rune oubliée
- États-Unis /  Canada : 7 avril 2021 sur The CW / W Network
- Québec : 23 septembre 2021 sur Club Illico
- France : 24 septembre 2021 sur Salto

- États-Unis : 628 000 téléspectateurs[3]

### Épisode 12:La Piste du témoin disparu
- États-Unis /  Canada : 14 avril 2021 sur The CW / W Network
- Québec : 23 septembre 2021 sur Club Illico
- France : 24 septembre 2021 sur Salto

- États-Unis : 608 000 téléspectateurs[3]

### Épisode 13:Le Phare de Moonstone Island
- États-Unis /  Canada : 28 avril 2021 sur The CW / W Network
- Québec : 23 septembre 2021 sur Club Illico
- France : 1er octobre 2021 sur Salto

- États-Unis : 471 000 téléspectateurs[3]

### Épisode 14:Le Siège du spectre inconnu
- États-Unis /  Canada : 5 mai 2021 sur The CW / W Network
- Québec : 23 septembre 2021 sur Club Illico
- France : 1er octobre 2021 sur Salto

- États-Unis : 443 000 téléspectateurs[3]

### Épisode 15:Le Visiteur céleste
- États-Unis /  Canada : 12 mai 2021 sur The CW / W Network
- Québec : 23 septembre 2021 sur Club Illico
- France : 8 octobre 2021 sur Salto

- États-Unis : 461 000 téléspectateurs[3]

### Épisode 16:Les Clés volées
- États-Unis /  Canada : 19 mai 2021 sur The CW / W Network
- Québec : 23 septembre 2021 sur Club Illico
- France : 8 octobre 2021 sur Salto

- États-Unis : 406 000 téléspectateurs[3]

### Épisode 17:Le Jugement du dangereux prisonnier
- États-Unis /  Canada : 26 mai 2021 sur The CW / W Network
- Québec : 23 septembre 2021 sur Club Illico
- France : 15 octobre 2021 sur Salto

- États-Unis : 389 000 téléspectateurs[3]

### Épisode 18:L'Echo des larmes perdues
- États-Unis /  Canada : 2 juin 2021 sur The CW / W Network
- Québec : 23 septembre 2021 sur Club Illico
- France : 15 octobre 2021 sur Salto

- États-Unis : 485 000 téléspectateurs[3]